# ヒルマル・ミーラ
ヒルマル・ミーラ（Hilmar Arnold Myhra、1915年6月5日 - 2013年4月13日）はノルウェー、コングスベルグ出身の元スキージャンプとサッカーの選手である。

## プロフィール
ミーラは1936年2月のヴィケルスンジャンプ競技場開場試合で優勝、85mのバッケンレコードを記録し1946年にアルノル・コングスゴールに破られるまで保持していた。
1938年ノルディックスキー世界選手権（フィンランド、ラハティ）では銅メダルを獲得、翌年の1939年ノルディックスキー世界選手権（ポーランド、ザコパネ）では6位となった。
また、1940年のホルメンコーレン大会で優勝し、第二次世界大戦前最後の優勝者となった。この年ノルウェー選手権でも優勝している。
ミーラはサッカー選手としても活躍、コングスベルグ IFに所属していたが1945年8月に怪我のためスポーツ選手としてのキャリアを終えた。